# جاستن أبتون
جاستن أبتون (بالإنجليزية: Justin Upton)‏ هو لاعب كرة قاعدة أمريكي، ولد في 25 أغسطس 1987 في نورفولك في الولايات المتحدة.

## وصلات خارجية
- جاستن أبتون على موقع دوري كرة القاعدة الرئيسي (الإنجليزية)
- جاستن أبتون على موقعبيزبول رفرنس.كوم (الدوري الرئيسي) (الإنجليزية)
- جاستن أبتون على موقعبيزبول رفرنس.كوم (الدوري الثانوي) (الإنجليزية)
- جاستن أبتون على موقع إي إس بي إن.كوم (أم.أل.بي) (الإنجليزية)
- جاستن أبتون على موقع مشجعي الرسوم البيانية (الإنجليزية)